# ゴッド・メイド・ザ・ラジオ〜神の創りしラジオ〜
『ゴッド・メイド・ザ・ラジオ〜神の創りしラジオ〜』（原題：That's Why God Made the Radio）は、アメリカ合衆国のバンド、ザ・ビーチ・ボーイズが2012年に発表したスタジオ・アルバム。新曲により構成されたアルバムとしては20年ぶりの作品に当たる。バンドは2011年12月16日、公式サイトを通じてブライアン・ウィルソン、マイク・ラヴ、アル・ジャーディン、ブルース・ジョンストン、デヴィッド・マークスというラインナップによる再結成を発表し、本作はメジャー・デビュー50周年を記念してリリースされた。

## 背景
バンドは再結成の公表に先立ち、1968年のシングル・ヒット曲「恋のリヴァイヴァル」の再録音を行った。ブルース・ジョンストンは、このセッションに関して、新曲を制作する上での「準備体操のようなものだった」とコメントしている。「恋のリヴァイヴァル」の再録音ヴァージョンは、2012年5月1日にウォルマートを通じて限定発売されたセット『Limited Edition 50th Anniversary Collection 'ZinePak』（72ページの冊子、絵葉書、11曲入りのCDから成る）の付属CDで発表され、本作の日本盤CDにもボーナス・トラックとして収録された。
「ゴッド・メイド・ザ・ラジオ〜神の創りしラジオ〜」は元々1998年に作られた曲で、この曲を共作したブライアン・ウィルソン、ジョー・トーマス、ラリー・ミラス、ジム・ピートリック（元サバイバー）の4人は、マイク・ラヴも加えて新曲「今がその時」を書き下ろすこととなった。なお、ミラスとピートリックは「今がその時」のレコーディングにも参加している。
「スプリング・ヴァケーション」は、ブライアン・ウィルソンがソロ・アルバム『イマジネーション』（1998年）制作時にジョン・トーマスと共作した未発表曲「レイ・ダウン・バーデン」（最終的に『イマジネーション』に収録された曲とは同名異曲）が原型となっており、マイク・ラヴが歌詞の一部を追加した。
「海に輝く夜明け」は、マイク・ラヴが自身のソロ・アルバムを想定して1970年代に作った未発表曲である。また、アル・ジャーディンは、カール・ウィルソン（1998年死去）のボーカルの録音が残された自作曲「ウェイヴス・オブ・ラヴ」を提供しようとしたが、本作への収録は見送られ、この曲はジャーディンのソロ・アルバム『A Postcard from California』（2010年）が2012年4月に再発された際、ボーナス・トラックとして収録された。
バンドは本作のリリース前の2012年4月24日、アリゾナ州ツーソンにおいて50周年記念ツアーを開始し、同公演では「ゴッド・メイド・ザ・ラジオ〜神の創りしラジオ〜」も新曲として演奏された。そして、4月25日には第1弾シングル「ゴッド・メイド・ザ・ラジオ〜神の創りしラジオ〜」がESPNラジオの番組「マイク・アンド・マイク・イン・ザ・モーニング」で初オン・エアされた。
デヴィッド・マークス以外の4人はボーカル・コーラスに専念し、演奏はジェフリー・フォスケット（彼もビーチ・ボーイズのツアー・メンバーだった）やダリアン・サハナジャ、スコット・ベネットらブライアンのバック・バンドにジョン・カウシルやスコット・トッテンといった現ビーチ・ボーイズのツアー・メンバーが加わった面々が行なっている。このビーチ・ボーイズとブライアン・バンドによる合同バンドは4月から9月に行われた50周年ツアーにも参加していた。

## 反響・評価
アメリカのBillboard 200では3位に達し、ザ・ビーチ・ボーイズのアルバムとしては『15・ビッグ・ワンズ』（1976年）以来36年ぶりに全米トップ10入りを果たした。なお、バンドは1963年のアルバム『サーフィン・U.S.A.』より通算49年と1週間にわたりBillboard 200でトップ10入りを果たしており、ビートルズの記録（47年7か月3週間）を抜いてグループ部門では史上最長の記録となった。
ノルウェーでは2012年第24週のアルバム・チャートで初登場8位となり、同国においてはベスト・アルバム『Pure Gold』（1995年）以来17年ぶりのトップ10ヒットとなった。
ジョン・ブッシュはオールミュージックにおいて5点満点中3.5点を付け「彼らは確かに、ここ35年来のザ・ビーチ・ボーイズにとっては最高傑作と言えるレコードを結束して作り出しており、驚くほど一枚岩で思慮深く聴きやすい」と評している。

## 収録曲
特記なき楽曲はブライアン・ウィルソンとジョー・トーマスの共作。

### CD
1. あの頃に… - "Think About the Days" - 1:27
2. ゴッド・メイド・ザ・ラジオ〜神の創りしラジオ〜 - "That's Why God Made the Radio" (Brian Wilson, Joe Thomas, Jim Peterik, Larry Millas) - 3:18
3. 今がその時 - "Isn't It Time" (B. Wilson, Mike Love, J. Thomas, J. Peterik, L. Millas) - 3:45
4. スプリング・ヴァケーション - "Spring Vacation" (B. Wilson, M. Love, J. Thomas) - 3:06
5. ビルとスーの私生活 - "The Private Life of Bill and Sue" - 4:17
6. シェルター - "Shelter" - 3:02
7. 海に輝く夜明け - "Daybreak Over the Ocean" (M. Love) - 4:20
8. 心のビーチ - "Beaches in Mind" (B. Wilson, M. Love, J. Thomas) - 2:38
9. ストレンジ・ワールド - "Strange World" - 3:03
10. バック・アゲイン - "From There to Back Again" - 3:23
11. パシフィック・コースト・ハイウェイ - "Pacific Coast Highway" - 1:47
12. 過ぎゆく夏 - "Summer's Gone" (B. Wilson, J. Thomas, Jon Bon Jovi) - 4:42

#### 日本盤ボーナス・トラック
1. 恋のリヴァイヴァル（2012ヴァージョン） - "Do It Again (2012 version)" (B. Wilson, M. Love) - 2:42

### LP
Side A
1. "Think About the Days"
2. "That's Why God Made the Radio" (B. Wilson, J. Thomas, J. Peterik, L. Millas)
3. "Isn't It Time" (B. Wilson, M. Love, J. Thomas, J. Peterik, L. Millas)
4. "Spring Vacation" (B. Wilson, M. Love, J. Thomas)
5. "Beaches in Mind" (B. Wilson, M. Love, J. Thomas)
6. "Daybreak Over the Ocean" (M. Love)

Side B
1. "Shelter"
2. "The Private Life of Bill and Sue"
3. "Strange World"
4. "From There to Back Again"
5. "Pacific Coast Highway"
6. "Summer's Gone" (B. Wilson, J. Thomas, J. Bon Jovi)

## 参加ミュージシャン
- ブライアン・ウィルソン - ボーカル
- マイク・ラヴ - ボーカル
- アル・ジャーディン - ボーカル、ホイッスル
- ブルース・ジョンストン - ボーカル
- デヴィッド・マークス - ギター

アディショナル・ミュージシャン
- ジェフリー・フォスケット - ボーカル(all songs)、アコースティック・ギター(on #2, #4, #5, #6)
- ジョー・トーマス - ピアノ(on #1, #11, #12)、ハープシコード(on #6)、オルガン(#8)
- ジョン・ホブス - ピアノ(on #2, #5)、タック・ピアノ(on #6, #9, #10, #12)
- スコット・ベネット - ヴィブラフォン(on #1, #5, #12)、オルガン(on #2, #4, #8)、クラビネット(on #4, #8)
- ニック・ワルスコ - ギター(on #2, #4, #12)
- トム・ブコヴィック - ギター(on #2, #4, #6, #10)、アコースティック・ギター(on #5, #12)
- ニック・ロウ - ギター(on #2)
- ジェフ・バクスター - ギター(on #4, #8)
- ジム・ライリー - ギター(on #4, #8)
- スコット・トッテン - ギター(on #7)、アコースティック・ギター(on #7)
- プロビン・グレゴリー - フレンチ・ホルン(#1, #6, #11, #12)、アコースティック・ギター(on #5, #8)、バンジョー(on #5)、トロンボーン(on #6)
- マイケル・ローズ - ベース(on #2, #4, #9, #10, #12)
- ラリー・ミラス - ベース(on #3)
- ブレット・シモンズ - ベース(on #5, #8, #12)
- クリフ・ヒューゴ - ベース(on #7)
- デヴィッド・ストーン - ダブル・ベース(on #12)
- チャド・クロムウェル - ドラムス(on #2, #4, #9)
- ジョン・カウシル - ドラムス(on #5, #8)
- カート・ビスケラ - ドラムス(on #7)
- エディ・バイヤーズ - ドラムス(on #12)
- ジム・ピートリック - パーカッション(on #3)、ウクレレ(on #3)
- ネルソン・ブラッグ - パーカッション(on #5, #6, #9, #11, #12)、ティンパニ(on #5)
- ダリアン・サハナジャ - ヴィブラフォン(on #2, #5)
- ゲイリー・グリフィン - アコーディオン(on #9)
- ポール・マーテンズ - バリトン・サクソフォーン(on #5)、フルート(on #10, #11, #12)、ストリングス・アレンジ(on #9, #10, #11, #12)
- クリス・ブレス - オーボエ(on #12)
- Jessica Bish - ボイス(on #5)
- エイドリアン・ベイカー - ボーカル(on #7)
- クリスチャン・ラヴ - ボーカル(on #7)
- ヘイリー・ラヴ - ボーカル(on #7)